# Памятник Осипу Мандельштаму (Москва)
Памятник Осипу Мандельштаму — скульптурное изображение поэта Осипа Эмильевича Мандельштама (1891—1938). Памятник установлен 28 ноября 2008 года в Москве в сквере между домом 5 по улице Забелина и домом 10 по Старосадскому переулку. Авторы монумента — скульпторы Дмитрий Шаховской, Елена Мунц и архитектор Александр Бродский.

## История
16 июля 2000 года поэт, депутат Московской городской Думы Евгений Бунимович и заместитель председателя Мандельштамовского общества П. Нерлер обратились в Московскую городскую думу с предложением установить в Москве памятник Мандельштаму к грядущему 110-летию поэта. 24 октября это предложение было одобрено Комиссией по монументальному искусству при Московской городской думе, которая внесла его в Перечень предложений о возведении произведений монументально-декоративного искусства городского значения.
Первоначально рассматривались 3 возможных места для установки памятника в районе Хамовники:
1. Двор дома 1 по Нащокинскому переулку. Там ранее находился кооперативный писательский дом, в котором Мандельштам купил квартиру, и где был арестован в ночь с 16 на 17 мая 1934 года.
2. Торец дома на Нащокинском переулке, где на уровне пятого этажа сохранился след от крыши снесённого кооперативного писательского дома.
3. Сад имени Мандельштама (усадьба Трубецких), хотя он и назван в честь однофамильца поэта.

Однако по разным причинам передоложенные места расположения памятника были признаны неудачными. В 2001 году в связи с нехваткой бюджетных средств сооружение памятника было отложено.
21 ноября 2005 года была создана Инициативная группа по увековечению памяти Мандельштама в Москве. Председателем группы стал поэт О. Чухонцев, в её состав также вошли Е. Бунимович, Л. Видгоф, Н. Городскова, О. Кучкина, П. Нерлер, В. Резвин, С. Толстиков, Ю. Фрейдин. Был организован сбор средств на сооружение памятника.
В 2006 году было принято решение об установке памятника Мандельштаму в сквере у пересечения Старосадского переулка и улицы Забелина. В расположенном рядом доме 10 по Старосадскому переулку Осип Мандельштам жил в начале 1930-х годов у своего брата Александра.
С 10 октября 2006 по 14 января 2007 года проводился конкурс на лучший проект памятника. В нём принимали участие 6 творческих коллективов: скульптор Л. Баранов и архитектор П. Андреев, скульптор Л. Гадаев и архитектор А. Гагкаев, скульптор А. Красулин и архитектор С. Гнедовский, скульптор А. Тарасенко и архитектор В. Ломакин, скульптор Д. Тугаринов и архитектор В. Бухаев, скульпторы Д. Шаховской, Е. Мунц и архитектор А. Бродский. Победителем конкурса стал проект скульпторов Д. Шаховской, Е. Мунц и архитектора А. Бродского. Жюри отметило высокий художественный уровень, грамотную работу с местом установки, а также точное сочетание камерности и монументальности.
Мэр Москвы Ю. М. Лужков распорядился установить памятник уже летом 2007 года, однако из-за бюрократических сложностей этот срок был сорван. Открытие памятника состоялось лишь 28 ноября 2008 года. Церемония была приурочена к 70-летию гибели поэта. Присутствовали представители Мандельштамовского общества, скульпторы и почитатели поэта. Этот памятник стал четвёртым по счёту в России, после установленных во Владивостоке, в Санкт-Петербурге и в Воронеже.

## Описание

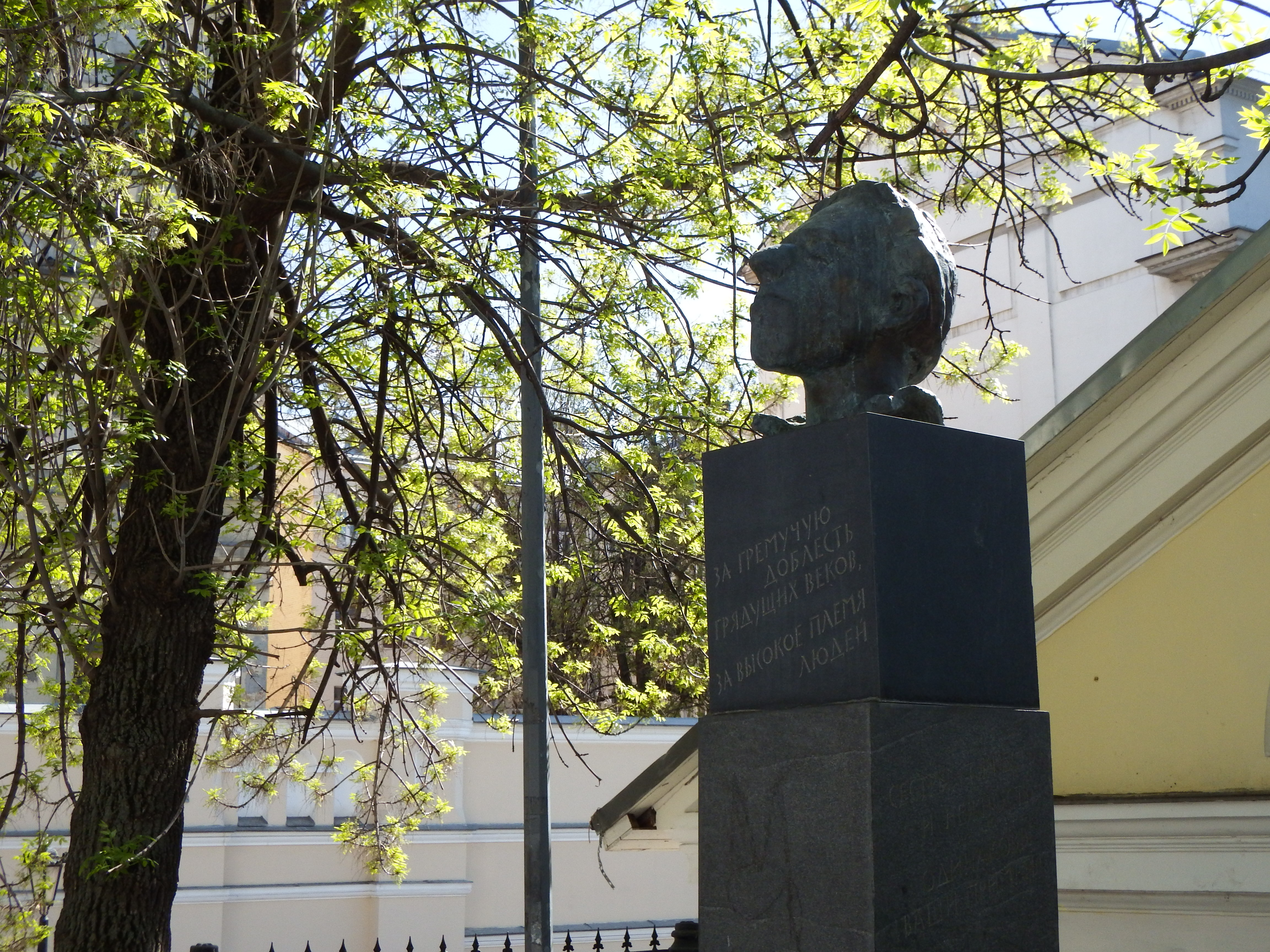
Скульптурная композиция (вид сбоку)

Памятник представляет собой бронзовую скульптуру головы Мандельштама, установленную на постаменте из четырёх базальтовых кубов (так называемая «руинированная герма»). Голова Мандельштама изображена запрокинутой наверх с полузакрытыми глазами. На кубах постамента выбиты стихотворные строки: «За гремучую доблесть грядущих веков, за высокое племя людей…». Голову поэта изваяла скульптор Елена Мунц, автор колонны — Дмитрий Шаховской. Памятник выполнен достаточно камерно, он установлен в небольшом (5×8 м) скверике.